# 千歳村 (樺太)
千歳村（ちとせむら）は、日本の領有下において樺太に存在した村（指定町村）。
当該地域の領有権に関する詳細は樺太の項目を参照。

## 概要
豊原市と大泊郡大泊町との中間に位置する。村内には南樺鉄道の始点があり、樺太東線との乗換駅でもある新場駅が存在した。
1945年8月のソビエト連邦による侵攻・占領後まもなく、村立三の沢国民学校の校長がソ連兵に惨殺されると言う事件が発生している。

## 歴史
- 1915年（大正4年）6月26日 - 「樺太ノ郡町村編制ニ関スル件」（大正4年勅令第101号）の施行により行政区画として発足。大泊郡に所属し、大泊支庁が管轄。
- 1929年（昭和4年）7月1日 - 樺太町村制の施行により二級町村となる。
- 1942年（昭和17年）11月 - 管轄支庁が豊原支庁に変更。
- 1943年（昭和18年）4月1日
  - 「樺太ニ施行スル法律ノ特例ニ関スル件」（大正9年勅令第124号）が廃止され、内地編入。
  - 指定町村となる。
- 1945年（昭和20年）8月22日 - ソビエト連邦により占拠される。
- 1949年（昭和24年）6月1日 - 国家行政組織法の施行のため法的に樺太庁が廃止。同日千歳村廃止。

## 村内の地名
| - 千歳 - 貝塚（かいづか） - 一ノ沢（いちのさわ） - 二ノ沢（にのさわ） - 三ノ沢（さんのさわ） | - 中里（なかさと） - 南貝塚（みなみかいづか） - 新場（しんば） - 古畑（ふるはた） |

（）

## 地域

### 教育
以下の学校一覧は1945年（昭和20年）4月1日現在のもの。
- 樺太公立一ノ沢国民学校
- 樺太公立千歳国民学校
- 樺太公立貝塚国民学校
- 樺太公立新場国民学校
- 樺太公立中里国民学校